# Oiwake-shuku

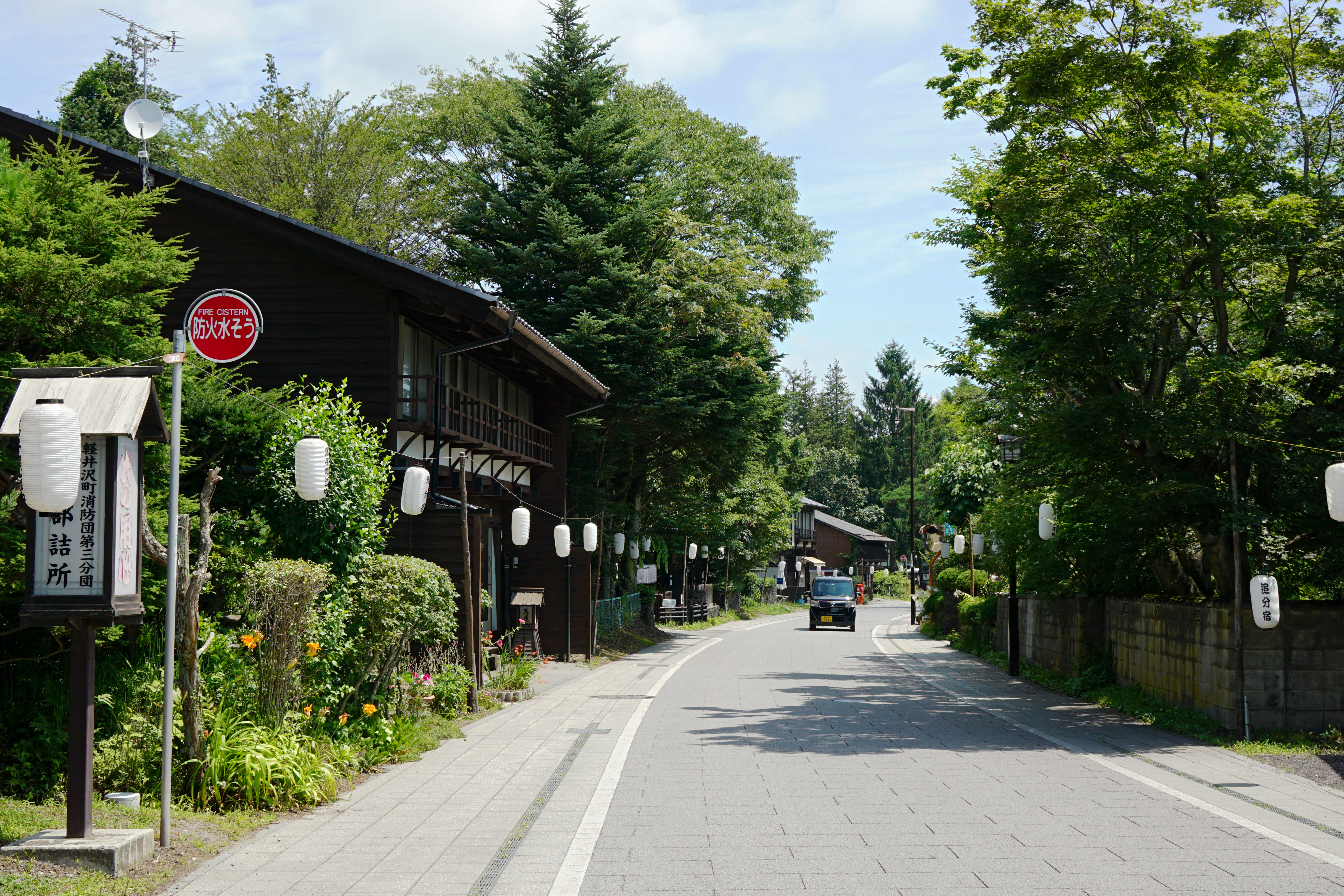
Oiwake-shuku.

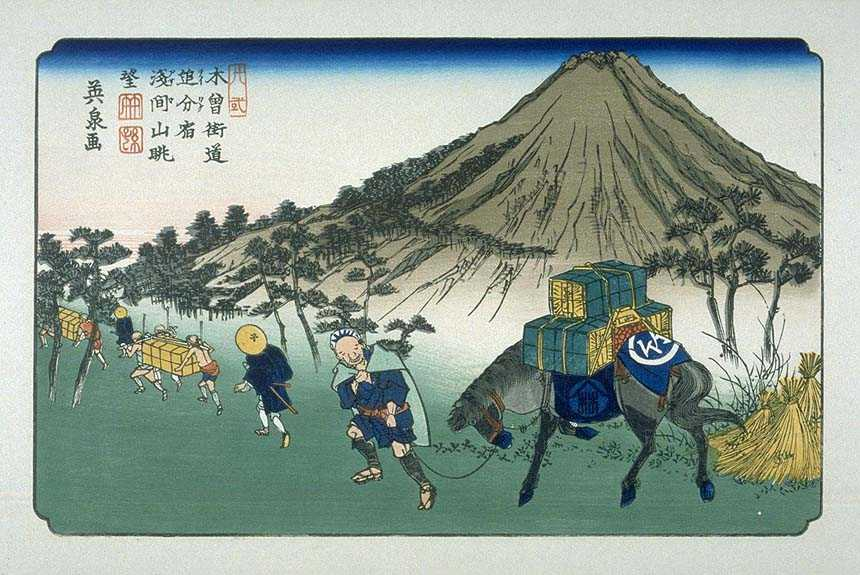
Oiwake-shuku, estampe de Keisai Eisen de la série Les Soixante-neuf Stations du Kiso Kaidō.

Oiwake-shuku (追分宿, Oiwake-shuku) était la vingtième des soixante-neuf stations du Nakasendō. Elle est située dans la ville moderne de Karuizawa, dans le district de Kitasaku, préfecture de Nagano au Japon.

## Histoire
Cette étape fut nommée « Oiwake », qui signifie « où deux routes se séparent », car c'est en cet endroit que le Nakasendō se sépare du Hokkoku Kaidō. À la fin du XVIIe siècle durant l'ère Genroku, elle était florissante et pouvait héberger plus de 200 visiteurs. Il y a encore aujourd'hui beaucoup de traces de la période Edo dans la ville.
Bien que n'étant pas une station voisine, Matsuida-shuku offre un accès direct à Oiwake-shuku le long du Nakasendō par le biais d'un hime kaidō, une route plus petite. Celle-ci permet aux voyageurs d'éviter le point de contrôle d'Usuinoseki, un des plus importants de toute la route.

## Stations voisines
Nakasendō
Kutsukake-shuku – Oiwake-shuku – Otai-shuku
Hokkoku Kaidō
Oiwake-shuku (point de départ) – Komoro-shuku